# Ninh Hiệp (xã)
Ninh Hiệp là một xã thuộc huyện Gia Lâm, thành phố Hà Nội, Việt Nam.

## Địa lý
Xã Ninh Hiệp nằm ở phía đông bắc huyện Gia Lâm, có vị trí địa lý:
- Phía đông giáp tỉnh Bắc Ninh
- Phía tây giáp xã Đình Xuyên
- Phía nam giáp xã Phù Đổng
- Phía bắc giáp xã Yên Thường.

Xã Ninh Hiệp có diện tích 4,92 km², dân số năm 2022 là 19.168 người, mật độ dân số đạt 3.895 người/km².

## Hành chính
Xã Ninh Hiệp được chia thành 9 thôn: 1, 2, 3, 4, 5, 6, 7, 8, 9.

## Lịch sử
Thời Nhà Nguyễn, xã Ninh Hiệp thuộc tổng Hạ Dương, huyện Đông Ngàn, phủ Từ Sơn, trấn Kinh Bắc. Lúc bấy giờ, làng Ninh Hiệp có sáu giáp: Tố Thôn, Ninh Thượng, Nhân Hậu, Đính Thượng, Đính Hạ, Nội Đình.
Cuối thế kỷ XVI, các giáp Tố Thôn, Đính Hạ, Nội Đình tách ra thành các xã: Hiệp Phù, Ninh Giang, Ninh Xuyên; còn các giáp: Ninh Thượng, Nhân Hậu, Đính Thượng chuyển thành các làng: Thượng, Trung, Hạ thuộc xã Phù Ninh.
Sau Cách mạng tháng Tám năm 1945, hợp nhất ba xã: Phù Ninh, Ninh Giang, Hiệp Phù thành xã Phù Ninh.
Năm 1949, hợp nhất ba xã: Phù Ninh, Công Tế, Hạ Dương thành xã Năng Hạ.
Năm 1955, tách xã Năng Hạ thành ba xã: Ninh Hiệp, Đình Xuyên, Dương Hà thuộc huyện Từ Sơn, tỉnh Bắc Ninh.
Ngày 20 tháng 4 năm 1961, Quốc hội ban hành Nghị quyết về việc sáp nhập xã Ninh Hiệp vào thành phố Hà Nội quản lý.
Ngày 31 tháng 5 năm 1961, Hội đồng Chính phủ ban hành 78-CP. Theo đó, xã Ninh Hiệp thuộc huyện Gia Lâm, thành phố Hà Nội quản lý.
Ngày 25 tháng 11 năm 2020, xã Ninh Hiệp được trao tặng danh hiệu Anh hùng Lực lượng vũ trang nhân dân thời kỳ kháng chiến chống Pháp.

## Kinh tế
Nổi tiếng với nghề bán vải và may mặc, Ninh Hiệp càng ngày phát triển mạnh mẽ về mặt kinh tế.
Trên địa bàn xã có khu công nghiệp Ninh Hiệp nhằm sản xuất vải may mặc và xuất ra thị trường.
Với truyền thống đoàn kết, sẵn sàng vượt khó, tính từ năm 2000 trở lại đây, Ninh Hiệp đã vươn lên trở thành một trong số ít những làng nghề có thu nhập cao nhất miền Bắc Việt Nam. Tổng giá trị sản xuất của xã năm 2007 đạt trên 537 tỷ đồng, tăng trưởng bình quân 11,55/năm.
Cơ cấu kinh tế của xã tiếp tục chuyển dịch tích cực: nông nghiệp chỉ còn 3,2%, ngành CN - TTCN và thương mại - dịch vụ chiếm hơn 96,8%. Tốc độ tăng trưởng của ngành CN - TTCN bình quân đạt 14%/năm, của ngành thương mại dịch vụ là 16%.
Xã Ninh Hiệp hiện nay là một xã có nền kinh tế khá mạnh. Các xóm tại xã có khá nhiều nghề như: dịch vụ, thương mại, buôn bán quần áo, vải vóc, thuốc bắc, làm mứt,... Chợ Ninh Hiệp (chợ Nành) cũng đã được mở rộng quy mô để đáp ứng nhu cầu của người dân các tỉnh cũng như vai trò chợ đầu mối quần áo vải vóc ở khu vực phía Bắc. Những năm trước khi chưa có công nghiệp ở Tiên Sơn, Vsip, Sài Đồng,... xã cũng giải quyết được khá nhiều lao động đến từ các địa phương lân cận đến làm thuê với công việc thuộc nhóm nông nghiệp.

## Giao thông
Xã Ninh Hiệp có nhiều tuyến đường giao thông quan trọng như: Quốc lộ 1 (cao tốc Hà Nội - Bắc Giang), cao tốc Hà Nội - Thái Nguyên, đường Ninh Hiệp (nối quốc lộ 1 cũ tại dốc Lã với đê Trung Màu). Hệ thống xe buýt: 42.